# Andrés Ramiro Escobar
Andrés Ramiro Escobar (Puerto Tejada, Cauca, Colombia; 14 de mayo de 1991), conocido como el Manga, es un futbolista  colombiano que juega como extremo o delantero y actualmente se encuentra en el Atlético Fútbol Club de la Categoría Primera B de Colombia

## Trayectoria

### Deportivo Cali
Jugaba cedido por el Deportivo Cali como juvenil en la selección del valle dirigida por Jairo Arboleda tras mostrar grandes cualidades en el torneo de la Difútbol, el Deportivo Cali le brinda la oportunidad de debutar en la Copa Colombia 2008 donde incluso anotó su primer gol como profesional con apenas 16 años próximo a cumplir los 17 años las directivas del Deportivo Cali deciden seguir formando al jugador y no quemarlo como se conoce en términos deportivos durante el 2009 no jugó ningún partido con el cuadro azucarero.
Para el año 2010 se dio a conocer en todo el país marcando 5 goles con ese equipo; algunos de los más importantes fueron contra el Deportivo Pereira el 8 de mayo, en el clásico contra el América de Cali el 10 de octubre, y en la final de la Copa Colombia 2010 en el partido de ida el gol de la victoria 0-1, y en la vuelta marcando el 2-0, con el que aseguraba no solo el partido sino también el título para su club, el Deportivo Cali, el cual le permitiría jugar la Copa Sudamericana 2011
Con el paso de los partidos se fue consolidando como titular indiscutible del equipo, a tal punto de ser considerado uno de los mejores jugadores de la Categoría Primera A. También fue considerado por muchos expertos como el mejor jugador juvenil de ese torneo. Con la selección Colombia sub-20 disputó el torneo Esperanzas de Toulon en el cual consiguió el título con la "tricolor". También estaba en los planes del DT Eduardo Lara para estar en la nómina que disputaría el Mundial sub-20 Colombia 2011, pero por motivos aún no esclarecidos el jugador no fue convocado para ese torneo.

### Dinamo de Kiev
El 28 de agosto de 2011 se hace oficial el traspaso del jugador al Dinamo de Kiev por 1.8 millones de dólares, club con el cual firmaría un contrato por 5 años en los cuales ganaría la suma de 40.000 euros mensuales. El debut del colombiano en Ucrania se dio el 22 de septiembre de 2011, en el partido por la Copa de Ucrania en el cual su equipo se impondría por 3 a 2 al Kremin, partido en el cual ingreso a los 28 minutos del segundo tiempo, y teniendo un buen desempeño en los minutos restantes.
A principios de enero de 2012 se conoce el deseo del jugador de volver a jugar en Colombia o ser cedido a otro club, argumentando que a pesar de llevar 6 meses con el equipo no era convocado ni siquiera al banquillo de los partidos de la copa nacional. Pese a la insistencia del jugador porque se le permitiera una salida del club, esta no se concreta. Semanas después es convocado para los partidos amistosos de pretemporada "invernal" para afrontar la segunda parte de la temporada 2011/12, en los que, de 5 partidos que el Kiev realiza, es titular en 3 e ingresa de suplente en los otros 2, marcando solo 1 gol pero ayudando al equipo en la defensa y transporte de la pelota.

### Deportivo Cali
Se conoció que desde antes de finalizar la temporada 2011/2012, el Deportivo Cali, en su plan de reforzar al máximo su plantilla para obtener el título durante su aniversario número 100, inició contactos con el representante del jugador y con los directivos del Kiev, pero no se llegó a acuerdo alguno, debido a los altos costos por el jugador, pero finalmente, el viernes 6 de julio de 2012, se dio a conocer que de acuerdo a las bajas oportunidades que se le brindaban en el Dinamo de Kiev, decidieron cederlo al equipo de sus amores durante un año, es decir hasta el verano del 2013 tendrá que volver a la institución europea.
La llegada a la institución "azucarera" no fue del todo satisfactoria debido a la falta de titularidad a la cual fue sometido, anotando solo 3 goles a lo largo del semestre y culminando así una temporada amarga para el y para su equipo. Con la llegada de Leonel Álvarez al Deportivo Cali, Manga es titular en todos los partidos de pretemporada. En su primer partido bajo la batuta de Leonel Álvarez, hizo un gran partido frente al Once Caldas y fue sustituido por Fainer Torijano a 10 minutos de acabarse el partido. En su segunda salida, con pase de Brayan Perea Coco, Manga anotó el 1-0 frente al Boyacá Chicó, partido en el cual su escuadra (Deportivo Cali) jugaba en condición de visitante, el partido terminó 2-1 a favor del Deportivo Cali y así se terminó con una racha de malos resultados en la ciudad de Tunja la cual había durado 6 años, en este partido también es sustituido por Fainer Torijano en la parte final del encuentro.
Con el Deportivo Cali al mando de Leonel, "Manga" logra renacer como jugador, luego de llevar un tiempo sin mostrar todo su nivel, hasta el punto que llegó a desear marcharse del Deportivo Cali hacia el Junior, después de una temporada mostrando su talento en estado puro, logra llamar la atención de varios equipos Franceses, Mexicanos y Argentinos, finalmente recalaría en Francia para unirse a las filas del Évian, club en el cual se esperaba que "Manga" demostrara su talento tal y como lo hizo en la Liga Colombiana. Cabe resaltar que para esas fechas en la Ligue 1 también actuaban sus compatriotas Radamel Falcao García, James Rodríguez, David Ospina y Víctor Hugo Montaño.

### Évian
Luego de que "Manga" terminase su cesión en el Deportivo Cali tendría que volver al Dinamo de Kiev pero finalmente el club aceptaría una de las varias propuestas que tenían sobre la mesa por el jugador. El sábado 14 de septiembre "Manga" es presentado como refuerzo del Évian, club que actúa en la Ligue 1 de Francia, este llevaría el dorsal #23. Para sus primeros partidos no tuvo mayor tracendencia, solo le dieron minutos, no lo suficiente como para destacarse o sacar una opinión con respecto a su juego. El 14 de septiembre de 2013 entró al minuto 75' del partido, finalmente su equipo terminaría perdiendo tres goles a dos contra el Ajaccio, para esas fechas el Évian de "Manga" se encontraba en 9° en la tabla de posiciones.

### Dallas
El 14 de febrero de 2014, llega a modo de préstamo al equipo Dallas de la MLS norteamericana.

### Atlético Nacional
Fue presentado en Atlético Nacional para la temporada 2015, jugó 12 partidos e hizo un gol, el 17 de septiembre luego de una gran temporada, renunció luego de no ser convocado al partido contra Deportivo Cali por llegar tarde a la concentración.

### Millonarios
Para el año 2016 llega en calidad de préstamo por un año a Millonarios tras no tener equipo a finales del 2015, el equipo perteneciente a su pase el Kiev lo cede al club bogotano. Su debut sería el 7 de febrero en clásico capitalino frente a Santa Fe en el empate a cero goles. Su primer gol sería el 21 de febrero abriendo la victoria 2-0 sobre Jaguares FC. Haría doblete con el club embajador el 5 de junio en la remontada 4 a 2 sobre Atlético Junior por los cuartos de final siendo la figura del partido aunque su equipo quedaría eliminado en penaltis.
Manga escobar terminaría su ciclo en el cuadro embajador con 36 partidos disputados y 7 goles anotados. El club decide no renovarlo por actos de conducta que no gustaron en el plantel.

### Vasco da Gama
El 9 de febrero de 2017 es oficializado como nuevo jugador del Vasco da Gama del Campeonato Brasileño de Serie A. Debuta el 9 de marzo por la Copa de Brasil en el empate a un gol frente a Vitória jugando los últimos 30 minutos. Su primer gol con el club lo marcó el 27 de mayo entrando los últimos 26 minutos en la victoria 3 a 2 sobre Fluminense FC saliendo como la figura del partido además de dar una asistencia. Vuelve a marcar el 13 de agosto dándole el empate en los últimos minutos a un gol contra el SE Palmeiras.

### Estudiantes de la Plata
El 22 de enero es presentado como nuevo jugador de Estudiantes de la Plata de la Primera División de Argentina firmando por un año y medio. Debuta el 15 de abril en la victoria 2 por 0 como visitantes en casa de CA Patronato.

### Deportes Tolima
El 3 de julio de 2018 es oficializado como nuevo jugador del Deportes Tolima, reciente campeón de la Categoría Primera A de Colombia. El 28 de julio debuta con el equipo pijao en tierras ibaguereñas en la victoria por la mínima frente al América de Cali. En octubre de 2018 el club lo despide con justa causa por actos de indisciplina y consumo de alcohol, al llegar a un entrenamiento con guayabo.

### Alagoano
El 18 de marzo de 2019 se confirma como nuevo jugador del Alagoano del Campeonato Brasileño de Serie A. El 10 de marzo marca su primer gol con el club en el empate final a un gol en su visita a Santa Cruz FC. El 22 de mayo se vería en un escándalo con el club debido a un mal comportamiento junto a su compatriota Pablo Armero en el que sería multado y sancionado por el club.

### Nueva Chicago
En enero del 2024 es contratado como Agente Libre por el club Nueva Chicago de la segunda división de Argentina luego de un paso fugaz por un club del fútbol islandés y regresar a Colombia y acondicionarse deportivamente en la sede deportiva del Deportivo Cali mientras conseguía equipo.

## Selección nacional
Es convocado a jugar el Sudamericano Sub-20 de 2011 en Perú con la Selección Colombia Sub-20 en el que ya estaban clasificados automáticamente por ser los anfitriones. El 25 de enero Manga marca el gol de la victoria 2 por 1 sobre Bolivia por la fase de grupos en el que también marca Pedro Franco.

### Campeonatos Sudamericanos
| Mundial                  | Sede     | Resultado  | Partidos | Goles |
| ------------------------ | -------- | ---------- | -------- | ----- |
| Sudamericano Sub-20 2011 | Colombia | Fase Final | 8        | 1     |

## Clubes
| Club               | País           | Año     |
| ------------------ | -------------- | ------- |
| Deportivo Cali     | Colombia       | 2008-11 |
| Dinamo de Kiev     | Ucrania        | 2011-12 |
| Deportivo Cali     | Colombia       | 2012-13 |
| Évian              | Francia        | 2013-14 |
| Dallas             | Estados Unidos | 2014    |
| Atlético Nacional  | Colombia       | 2015    |
| Millonarios        | Colombia       | 2016    |
| Vasco da Gama      | Brasil         | 2017    |
| Estudiantes (L.P.) | Argentina      | 2018    |
| Deportes Tolima    | Colombia       | 2018    |
| Liepāja            | Letonia        | 2019    |
| Alagoano           | Brasil         | 2019    |
| Cúcuta Deportivo   | Colombia       | 2020    |
| Leiknir Reykjavík  | Islandia       | 2021    |
| Nueva Chicago      | Argentina      | 2024    |

## Estadísticas
| Club                         | Temporada           | Liga  | Liga  | Liga   | Copa Nacional | Copa Nacional | Copa Nacional | Copa Internacional | Copa Internacional | Copa Internacional | Total | Total | Total  | Prom. · |
| Club                         | Temporada           | Part. | Goles | Asist. | Part.         | Goles         | Asist.        | Part.              | Goles              | Asist.             | Part. | Goles | Asist. | Prom. · |
| ---------------------------- | ------------------- | ----- | ----- | ------ | ------------- | ------------- | ------------- | ------------------ | ------------------ | ------------------ | ----- | ----- | ------ | ------- |
| Deportivo Cali · Colombia    | 2008                | 0     | 0     | 0      | 1             | 1             | 0             | -                  | -                  | -                  | 1     | 1     | 0      | 1,00    |
| Deportivo Cali · Colombia    | 2009                | 0     | 0     | 0      | -             | -             | -             | -                  | -                  | -                  | 0     | 0     | 0      | 0,00    |
| Deportivo Cali · Colombia    | 2010                | 18    | 2     | 2      | 6             | 5             | 0             | -                  | -                  | -                  | 24    | 7     | 2      | 0,29    |
| Deportivo Cali · Colombia    | 2011                | 15    | 2     | 6      | 0             | 0             | 0             | -                  | -                  | -                  | 15    | 2     | 6      | 0,13    |
| Deportivo Cali · Colombia    | 2012                | 14    | 3     | 0      | 1             | 0             | 0             | -                  | -                  | -                  | 15    | 3     | 0      | 0,20    |
| Deportivo Cali · Colombia    | 2013                | 21    | 2     | 2      | 1             | 0             | 0             | -                  | -                  | -                  | 22    | 2     | 2      | 0,09    |
| Deportivo Cali · Colombia    | Total               | 68    | 9     | 10     | 9             | 6             | 0             | 0                  | 0                  | 0                  | 77    | 15    | 10     | 0,19    |
| Dinamo de Kiev · Ucrania     | 2011-12             | 0     | 0     | 0      | 1             | 0             | 0             | -                  | -                  | -                  | 1     | 0     | 0      | 0,00    |
| Dinamo de Kiev · Ucrania     | Total               | 0     | 0     | 0      | 1             | 0             | 0             | -                  | -                  | -                  | 1     | 0     | 0      | 0,00    |
| Évian Francia                | 2013-14             | 7     | 0     | 0      | -             | -             | -             | -                  | -                  | -                  | 7     | 0     | 0      | 0,00    |
| Évian Francia                | Total               | 7     | 0     | 0      | 0             | 0             | 0             | -                  | -                  | -                  | 7     | 0     | 0      | 0,00    |
| Dallas Estados Unidos        | 2014                | 27    | 2     | 5      | 3             | 2             | 1             | -                  | -                  | -                  | 30    | 4     | 6      | 0,13    |
| Dallas Estados Unidos        | Total               | 27    | 2     | 5      | 3             | 2             | 1             | -                  | -                  | -                  | 30    | 4     | 6      | 0,13    |
| Atlético Nacional · Colombia | 2015                | 14    | 1     | 2      | 1             | 0             | 0             | 3                  | 0                  | 0                  | 18    | 1     | 2      | 0,05    |
| Atlético Nacional · Colombia | Total               | 14    | 1     | 2      | 1             | 0             | 0             | 3                  | 0                  | 0                  | 18    | 1     | 2      | 0,05    |
| Millonarios · Colombia       | 2016                | 30    | 6     | 3      | 6             | 1             | 0             | -                  | -                  | -                  | 36    | 7     | 3      | 0,20    |
| Millonarios · Colombia       | Total               | 30    | 6     | 3      | 6             | 1             | 0             | -                  | -                  | -                  | 36    | 7     | 3      | 0,20    |
| Vasco da Gama · Brasil       | 2017                | 18    | 2     | 1      | 1             | 0             | 0             | -                  | -                  | -                  | 19    | 2     | 1      | 0,10    |
| Vasco da Gama · Brasil       | Total               | 18    | 2     | 1      | 1             | 0             | 0             | -                  | -                  | -                  | 19    | 2     | 1      | 0,10    |
| Estudiantes (L.P.) Argentina | 2018                | 2     | 0     | 0      | -             | -             | -             | 1                  | 0                  | 0                  | 3     | 0     | 0      | 0,0     |
| Estudiantes (L.P.) Argentina | Total               | 2     | 0     | 0      | 0             | 0             | 0             | 1                  | 0                  | 0                  | 3     | 0     | 0      | 0,0     |
| Liepāja Letonia              | 2019                | 0     | 0     | 0      | 1             | 0             | 0             | -                  | -                  | -                  | 1     | 0     | 0      | 0,0     |
| Liepāja Letonia              | Total               | 0     | 0     | 0      | 1             | 0             | 0             | 0                  | 0                  | 0                  | 1     | 0     | 0      | 0,0     |
| Deportes Tolima · Colombia   | 2018                | 5     | 0     | 0      | -             | -             | -             | -                  | -                  | -                  | 5     | 0     | 0      | 0,0     |
| Deportes Tolima · Colombia   | Total               | 5     | 0     | 0      | 0             | 0             | 0             | -                  | -                  | -                  | 5     | 0     | 0      | 0,0     |
| Alagoano · Brasil            | 2019                | 11    | 2     | 0      | -             | -             | -             | -                  | -                  | -                  | 11    | 2     | 0      | 0,25    |
| Alagoano · Brasil            | Total               | 11    | 2     | 0      | 0             | 0             | 0             | 0                  | 0                  | 0                  | 11    | 2     | 0      | 0,25    |
| Cúcuta Deportivo · Colombia  | 2020                | 4     | 0     | 0      | -             | -             | -             | -                  | -                  | -                  | 4     | 0     | 0      | 0,00    |
| Cúcuta Deportivo · Colombia  | Total               | 4     | 0     | 0      | 0             | 0             | 0             | -                  | -                  | -                  | 4     | 0     | 0      | 0,05    |
| Leiknir Reykjavík Islandia   | 2021                | 16    | 2     | 0      | 1             | 0             | 0             | -                  | -                  | -                  | 16    | 2     | 0      | 0,25    |
| Leiknir Reykjavík Islandia   | Total               | 16    | 2     | 0      | 1             | 0             | 0             | 0                  | 0                  | 0                  | 17    | 2     | 0      | 0,25    |
| Total en su carrera          | Total en su carrera | 223   | 23    | 24     | 23            | 9             | 1             | 4                  | 0                  | 0                  | 250   | 33    | 22     | 0,15    |

## Palmarés

### Campeonatos Regionales
| Título   | Club          | País   | Año  |
| -------- | ------------- | ------ | ---- |
| Taça Rio | Vasco de Gama | Brasil | 2017 |

### Campeonatos nacionales
| Título               | Club              | País     | Año  |
| -------------------- | ----------------- | -------- | ---- |
| Copa Colombia        | Deportivo Cali    | Colombia | 2010 |
| Supercopa de Ucrania | Dinamo de Kiev    | Ucrania  | 2011 |
| Torneo Finalización  | Atlético Nacional | Colombia | 2015 |

### Copas internacionales
| Título                      | Equipo                    | País    | Año  |
| --------------------------- | ------------------------- | ------- | ---- |
| Torneo Esperanzas de Toulon | Selección Colombia Sub-20 | Francia | 2011 |

## Polémicas

### Selección Colombia
En 2011 fue desconvocado por el entrenador Eduardo Lara de la Copa Mundial de Fútbol Sub-20 junto con Edwin Cardona por reiterados actos de indisciplina.

### Atlético Nacional y Millonarios
En 2015 se le rescindió su contrato en Atlético Nacional por petición del entrenador Reinaldo Rueda luego de algunas polémicas internas con el club verdolaga. Para el siguiente año (2016) llegaría a Millonarios en donde realizó la mejor temporada de su carrera, aunque su contrato no se le sería renovado tras una fuerte pelea verbal con Gustavo Serpa y Enrique Camacho, directivos del equipo embajador.

### Deportes Tolima
En 2018 fue despedido por el Senador Camargo (dueño del Deportes Tolima) luego de llegar a la sede deportiva del club en estado de ebriedad y posteriormente quedarse dormido en la camilla de la enfermería.

### Letonia y Brasil
En enero de 2019 fue despedido del FK Liepāja de Letonia luego de solo un mes por bajo rendimiento, para febrero del mismo año llega al Alagoano de Brasil  en donde fue visto en una discoteca junto con su compatriota Pablo Armero y el argentino Cristian Maidana. Manga fue multado con el 20% de reducción de su salario.

### América de Cali
En 2020 iba a firmar un polémico contrato con el América de Cali en el que tenía varias cláusulas de terminación ante cualquier controversia. Antes realizarse dicho contrato la noticia fue filtrada y el jugador fue amenazado de muerte por parte de la barra brava del club.

### Islandia
En marzo de 2022 fue condenado a 2 años de prisión en Islandia por abusar sexualmente de una mujer, mientras jugaba para el Leiknir Reykjavík, los hechos habrían ocurrido en septiembre de 2021. En el primer semestre de 2023 regreso a Colombia tras llegar a un acuerdo con la justicia de Islandia, a pesar de que el caso continúa abierto.